# 秋田コンクリート詰め遺体事件
秋田コンクリート詰め遺体事件（あきたコンクリートづめいたいじけん）は、2023年5月9日、秋田県秋田市金足下刈雨池でコンクリート詰めにされた状態の女性遺体が発見された事件。女性は2021年、さいたま市で行方不明になっており、失踪後女性の息子がSNSで情報を呼びかけ、ライブ配信者・YouTuberのコレコレにも相談していたことでも知られる。

## 概要
2023年5月9日、秋田市の雑木林で発見された女性（失踪時48歳）は、コンクリート詰めにされ、木箱に入っており、衣服を着用し、死蝋化が進んだ状態であった。現場となった土地は服役中の暴力団関係者の親族の女性の所有で、警視庁は遺体女性と面識があり、最後に会った人物と見られるその暴力団関係者ら数人が事件に関与していると見て捜査している。また女性は闇金融を利用しており、何らかの薬物を使用したことも死亡の原因となったと考えられている。
付近の住民によると現場には数日間停車する不審なレンタカーや、トラックに乗りシャベルを携帯した一団が作業服に着替え、現場へ入っていく様子が目撃されている。
2023年6月7日、警視庁捜査1課は別事件で服役中の元暴力団員の男(48歳)とその妻(34歳)を含む5人を死体遺棄容疑で逮捕した。

## 女性の失踪
遺体で発見された女性は愛知県一宮市で母親と二人暮らしをしていたが、2021年6月に風俗店勤務とライブ観覧のため上京、6月26日に吉祥寺で行われたライブを観覧し、翌日三鷹駅周辺のホテルをチェックアウトした後行方不明になった。
7月2日に会う約束をしていた都内在住の女性の息子は、当日を過ぎても連絡が取れなかったため、同年上旬、小金井警察署へ捜索願を提出している。また息子は手書きのチラシを配ったほか、Twitterにおいて、女性の実名や誕生日、身長、宿泊したホテルなどを掲示し、情報提供を呼びかけた。
相談を受けたYouTuber、コレコレは自身の配信でこれを取り上げ、息子と共に視聴者に情報提供を呼びかけており、女性の勤務先などの情報が提供された。

## 反響とその後
女性の失踪と遺体での発見は、彼女の息子がSNSやYouTuberへの相談を行ったことで大きな反響を呼んだ。ネット上では多くの情報提供が行われていた。
女性の息子については現在、投稿が途切れ、消息は不明となっている。